# Seifenblasen (film 1916)
Seifenblasen è un film muto del 1916 diretto da Heinrich Bolten-Baeckers.

## Produzione
Le riprese del film, che fu prodotto dalla BB-Film-Fabrikation, vennero effettuate negli studi del BB-Film-Atelier di Berlino-Steglitz.

## Distribuzione
Con il titolo Szappanbuborékok, il film fu distribuito in Ungheria il 24 aprile 1916.